# レアンドロ・ボルマロ
レアンドロ・ニコラス・ボルマロ (Leandro Nicolás Bolmaro , 2000年9月11日 - )は、アルゼンチン・コルドバ州ラス・バリージャス出身のバスケットボール選手。ポジションはシューティングガード。

## 来歴
2017年に国内リーグLNBのCEバイアブランカでプロデビュー。プロ1年目の2017-18シーズンは平均2得点だったものの、2018年4月にはナイキ・フープサミットに出場するなど、逸材として注目を集める。
2018年夏にFCバルセロナ・バスケットと契約。移籍1年目の2018-19シーズンはBチームでプレーし、33試合に出場。翌2019-20シーズンもBチームで平均14.9得点を記録し、トップチームに昇格。9試合に出場した。
2020年8月にバルサと2023年までの契約延長に合意。10月には2020年のNBAドラフトへのエントリーを表明。11月のドラフト会議ではニューヨーク・ニックスから指名され、ドラフト当日の三角トレードで交渉権がミネソタ・ティンバーウルブズに移動。2020-21シーズンもバルサでプレーし、ユーロリーグでは準優勝に終わったものの、リーガACBとコパ・デル・レイで優勝を経験し二冠を達成。同シーズン終了後にNBA入りを目指す為にバルサとの契約解消に合意した。
2021年9月18日、ティンバーウルブズと4年契約を締結したことが発表された。
2022年7月6日、マリック・ビーズリー、 ジャレッド・バンダービルト、 パトリック・ベバリーと、 ウォーカー・ケスラーとの契約権、将来の4つの1巡目指名権などとともに ルディ・ゴベールとの交換でユタ・ジャズにトレードされた。

### ヨーロッパ復帰(2023-)
2024年7月8日、ユーロリーグとLBAに所属するオリンピア・ミラノへ複数年契約で加入すると発表された。

## 個人成績

### NBA

#### レギュラーシーズン
| シーズン | チーム | GP | GS | MPG | FG%  | 3P%  | FT%  | RPG | APG | SPG | BPG | PPG |
| -------- | ------ | -- | -- | --- | ---- | ---- | ---- | --- | --- | --- | --- | --- |
| 2021–22  | MIN    | 35 | 2  | 6.9 | .315 | .278 | .846 | 1.2 | .6  | .2  | .0  | 1.4 |
| 2022–23  | UTA    | 14 | 0  | 4.9 | .150 | .000 | ---  | .5  | .5  | .2  | .1  | .4  |
| 通算     | 通算   | 49 | 2  | 6.3 | .270 | .227 | .846 | 1.0 | .6  | .2  | .0  | 1.1 |

### ユーロリーグ
| シーズン | チーム       | GP | GS | MPG  | FG%  | 3P%  | FT%   | RPG | APG | SPG | BPG | PPG | PIR |
| -------- | ------------ | -- | -- | ---- | ---- | ---- | ----- | --- | --- | --- | --- | --- | --- |
| 2019–20  | FCバルセロナ | 6  | 1  | 9.2  | .286 | .000 | 1.000 | .8  | 2.3 | 1.0 | .3  | 1.8 | 1.0 |
| 2020–21  | FCバルセロナ | 30 | 0  | 9.8  | .408 | .381 | .786  | 1.1 | 1.3 | .3  | .1  | 2.9 | 2.6 |
| 2023–24  | FCバイエルン | 30 | 28 | 19.8 | .486 | .302 | .732  | 2.8 | 3.4 | 1.0 | .3  | 8.4 | 9.2 |
| 通算     | 通算         | 66 | 29 | 14.3 | .450 | .304 | .764  | 1.8 | 2.3 | .7  | .2  | 5.3 | 5.5 |

## 代表歴
ユース世代からアルゼンチン代表で活躍。2021年には東京オリンピックに出場。グループリーグでは日本代表とも対戦した。